# Jakub Jan Krasicki
Jakub Jan Krasicki (ur. 22 czerwca 1781 w Kamionce w Galicji, zm. 1850 w Malczewie w Wielkopolsce) – żołnierz armii austriackiej, Legii Nadwiślańskiej oraz Królestwa Kongresowego, weteran wojen napoleońskich, uczestnik powstania listopadowego, oficer piechoty liniowej. 

## Życiorys
Jego rodzicami byli Jakub i Kunegunda Ciecierska. Kształcił się w korpusie paziów w Wiedniu. Od 1808 rozpoczął służbę w armii austriackiej. Osiągnął w niej stopień kapitana. W 1809 walczył we Włoszech przeciw wojskom francuskim. W czasie tej kampanii otrzymał postrzał w klatkę piersiową nad rzeką Tagliamento. Dostał się do francuskiej niewoli. 
22 lipca 1809 wstąpił do 2 Legii Nadwiślańskiej w stopniu kapitana. Potem walczył jeszcze w 4 pułku piechoty. Został też dowódcą kompanii grenadierów 1 batalionu. Odbył kampanie: 1810-1812 (Hiszpania) i 1813. W czasie bitwy pod Lipskiem został raniony. Dostał się do rosyjskiej niewoli. 
Po upadku Napoleona powrócił do kraju. Osiadł w majątku ziemskim w Malczewie w Wielkopolsce. Na wieść o wybuchu powstania listopadowego przyłączył się do niego. 
Walki powstańcze rozpoczął w stopniu podpułkownika. 1 lutego 1831 objął dowództwo w 14 pułku piechoty liniowej. W kwietniu awansowany na pułkownika. 6 maja 1831 został dowódcą 1 brygady w 5 dywizji piechoty (3 pułk piechoty liniowej i 14 pułk piechoty liniowej). W bitwie pod Nurem odparł 3 szarże kirasjerów. W czasie bitwy pod Ostrołęką dostał się do rosyjskiej niewoli. Został poddany przesłuchaniu przez samego Dybicza. Wmówił rosyjskiemu wodzowi, że generał Giełgud w każdej chwili może uderzyć od szosy łomżyńskiej. 
Po upadku powstania został wydany Prusakom. Trafił na dwa lata do twierdzy Szpandawa. Oprócz tego musiał zapłacić karę 2 tysięcy talarów. Po uwolnieniu zajął się gospodarką. Utworzył Towarzystwo Rolnicze Wągrowiecko-Gnieźnieńskie. Poślubił Sylwię Prądzyńską, która była siostrą Ignacego. Doczekał się czterech synów: Stanisława, Wincentego, Józefa Bolesława i Kazimierza. 
Zmarł w Malczewie w 1850. Pochowano go w Niechanowie.

## Odznaczenia
- 14 lipca 1813 - krzyż złoty za Lützen
- 25 maja 1831 - krzyż złoty nr 1221 za Nur